# Zauecs
Els zauecs (grec antic: Ζαύηκες, Záuekes) foren un poble libi sedentari citat per Heròdot que habitava prop de Cartago, en un territori boscós i muntanyós al sud de la província romana d'Àfrica, que vivien entre els màxies i els gizants. Les dones conduïen els carros a la guerra.